# Anton Logonder
Anton (Tone) Logonder, slovenski kipar in slikar, * 14. februar 1932, Pevno, Škofja Loka, Slovenija, † 19. september 1987, Koroška.

## Življenje in delo
Rodil se je kot edini otrok v vasi Pevno pri Škofji Loki. Živel je le z materjo Antonijo Logonder v zelo slabih gmotnih razmerah. Osnovno šolo in nižjo gimnazijo je obiskoval v Škofji Loki. Jeseni leta 1948 pa se je vpisal na Srednjo šolo za umetno obrt v Ljubljani. Leta 1954 se je vpisal na Akademijo upodabljajočih umetnosti (danes ALU). Zaradi slabega gmotnega položaja je ves čas šolanja prejemal štipendijo. Že kot dijak je imel prve razstave v Škofji Loki in Kranju. 
Njegov profesor na Akademiji je bil Frančišek Smerdu, pri katerem je leta 1961 tudi diplomiral. Od leta 1959 je imel svoj atelje v pritličju loškega gradu. V letu 1960 je opravil vseh deset semestrov in postal absolvent. Diplomiral je z delom Kmečka žena, teoretski del naloge pa nosi naslov Od železove rude do kiparskih dlet, od gline do kamna.
Od leta 1963 naprej je bil član Društva slovenskih likovnih umetnikov in sodeloval na raznih domačih in tujih razstavah. Istega leta se je po odsluženem vojaškem roku zaposlil kot učitelj likovne vzgoje v Poljanah nad Škofjo Loki, od 1964 do 1971 pa je poučeval v Gorenji vasi. Med 1977 in 1978 je bil zaposlen kot kašer v SNG Ljubljana.
Od 1. septembra 1978 je na Gimnaziji Boris Ziherl in OŠ Peter Kavčič v Škofji Loki poučeval likovno vzgojo. Leta 1979 je zaprosil za status samostojnega umetnika, njegovi prošnji je bilo ugodeno.
Tone Logonder je umrl v prometni nesreči na Koroškem, pokopan pa je na pokopališču v Lipici.

## Pomembnejša dela
Prvo njegovo javno delo je dekorativna skulptura na stavbi Ljubljanske banke v Škofji Loki (Šolska ulica, danes Knjižnica Ivana Tavčarja). Nato je izdelal več nagrobnih spomenikov in spomenik Oskarju Kovačiču (1965) v Ljubljani pred šolo, ki se je imenovala po njem. Leta 1967 je naredil spomenik Ivana Groharja v Groharjevem naselju v Škofji Loki.
Med počevanjem likovne vzgoje je ustvaril kar nekaj javnih spomenikov, med drugimi reliefe za spomenik NOB na Prtovču, spomenik Ivanu Groharju v Sorici, Kmečko ženo v Podlubniku, spomenik Jurija in Agate ter spomenik dr. Franji Bojc-Bidovec pred bolnišnico Franja, ki je bil odkrit poleti 1987.

## Priznanja
- Mala plaketa občine Škofja Loka, 1982
- Prešernova nagrada gorenjskih občin, 1983